# Roger Mabillard

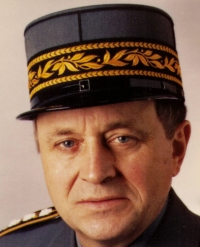
Roger Mabillard (1985)

Roger Emile Valentin Mabillard (* 4. August 1925 in Martigny; † 22. April 2004 in Saint-Légier) war Korpskommandant und Ausbildungschef der Schweizer Armee.
Mabillard hatte ein Studium der Wirtschaftswissenschaften an der Universität Lausanne absolviert. Nach Studienabschluss im Jahr 1953 wurde er Instruktionsoffizier der Infanterie. Im Wechsel mit Einsätzen als Generalstabsoffizier führte er unter anderem das Zürcher Gebirgsinfanterieregiment 6 und später die Gebirgsdivision 10.
Im Jahr 1982, nach seiner Tätigkeit als Unterstabschef Front im damaligen Stab der Gruppe für Generalstabsdienste, wurde er zum Ausbildungschef im Range eines Korpskommandanten ernannt. In dieser Funktion erregte er 1985 mit einer Rede politisches Aufsehen, in der er unter anderem die Presse scharf angriff. Der Vorsteher des Eidgenössischen Militärdepartements, Bundesrat Jean-Pascal Delamuraz, rügte ihn dafür, berief ihn jedoch trotz entsprechender Forderungen nicht von seinem Dienstposten ab, den er bis 1987 behielt.